# Ingrid Hammarberg
Ingrid Maria Hammarberg, född 19 januari 1942 i Bollnäs, är en svensk företagare och folkpartistisk politiker som tjänstgjorde som ersättare i Sveriges riksdag sommaren 2005. Hon lämnade partiet 2021 pga närmandet till Sverigedemokraterna.
Hammarberg var kommunfullmäktiges ordförande i Bollnäs kommun mandatperioden 2006–2010. Sedan valet 2010 är hon ordförande i kultur- och internationella utskottet.